# Оксбридж
Оксбридж е термин, получен от сливането на имената на Оксфорд и Кеймбридж във Великобритания и англоворящия свят, терминът се използва за да може едновременно да бъдат посочвани и двата университета, често с импликации за както се възприема по-висок учебен, академичен и/или социален статус. „Оксбридж“ може да се използва като съществително за да се назове или един от двата, или и двата университета, или да означи техните студенти.